# La bàn phong thủy
La bàn (tiếng Trung: 罗盘) hay la kinh (罗经), la canh (罗庚), la kinh bàn (罗经盘) là một la bàn từ tính được thầy phong thủy sử dụng để xác định hướng chính xác của một cấu trúc hay vật phẩm phong thủy.

## Hình thức
La bàn phong thủy sử dụng bát quái trong Kinh dịch để chỉ phương hướng; các quái khảm, chấn, ly, đoái tương ứng với bắc, đông, nam, tây; các quái cấn, tốn, khôn, càn tương ứng với đông bắc, đông nam, tây nam, tây bắc. Ngoài ra mỗi hướng lại chia làm 3 phương vị, gọi là sơn hướng, mỗi phương vị tương ứng với 15° trên la bàn hiện đại, tổng cộng có 24 sơn hướng.
| STT | Phương hướng | Quái | Độ            | Sơn hướng |
| --- | ------------ | ---- | ------------- | --------- |
| 1   | Chính bắc    | Khảm | 337,5 - 352,5 | Nhâm      |
| 1   | Chính bắc    | Khảm | 352,5 - 7,5   | Tý        |
| 1   | Chính bắc    | Khảm | 7,5 - 22,5    | Quý       |
| 2   | Đông bắc     | Cấn  | 22,5 - 37,5   | Sửu       |
| 2   | Đông bắc     | Cấn  | 37,5 - 52,5   | Cấn       |
| 2   | Đông bắc     | Cấn  | 52,5 - 67,5   | Dần       |
| 3   | Chính đông   | Chấn | 67,5 - 82,5   | Giáp      |
| 3   | Chính đông   | Chấn | 82,5 - 97,5   | Mão       |
| 3   | Chính đông   | Chấn | 97,5 - 112,5  | Ất        |
| 4   | Đông nam     | Tốn  | 112,5 - 127,5 | Thìn      |
| 4   | Đông nam     | Tốn  | 127,5 - 142,5 | Tốn       |
| 4   | Đông nam     | Tốn  | 142,5 - 157,5 | Tị        |
| 5   | Chính nam    | Ly   | 157,5 - 172,5 | Bính      |
| 5   | Chính nam    | Ly   | 172,5 - 187,5 | Ngọ       |
| 5   | Chính nam    | Ly   | 187,5 - 202,5 | Đinh      |
| 6   | Tây nam      | Khôn | 202,5 - 217,5 | Mùi       |
| 6   | Tây nam      | Khôn | 217,5 - 232,5 | Khôn      |
| 6   | Tây nam      | Khôn | 232,5 - 247,5 | Thân      |
| 7   | Chính tây    | Đoái | 247,5 - 262,5 | Canh      |
| 7   | Chính tây    | Đoái | 262,5 - 277,5 | Dậu       |
| 7   | Chính tây    | Đoái | 277,5 - 292,5 | Tân       |
| 8   | Tây bắc      | Càn  | 292,5 - 307,5 | Tuất      |
| 8   | Tây bắc      | Càn  | 307,5 - 322,5 | Càn       |
| 8   | Tây bắc      | Càn  | 322,5 - 337,5 | Hợi       |

## Các loại la bàn
Từ triều đại nhà Minh tới nay, có ba loại la bàn được sử dụng phổ biến.

### San He
La bàn San He được cho là đã được sử dụng từ triều đại nhà Đường. La bàn San He có ba vòng 24 sơn hướng cơ bản. Mỗi vòng liên quan tới một phương pháp và công thức khác nhau.

### San Yuan
La bàn San Yuan được còn được gọi là Kinh bàn (vì sự hiện diện của các quẻ Kinh dịch). Nó bao gồm vòng tròn 24 sơn hướng, vòng tròn 64 quẻ dịch và các vòng khác.

### Zong He
Loại la bàn này kết hợp các vòng của San He và San Yuan. Nó chứa ba vòng 24 sơn hướng và vòng 64 quẻ dịch.

### Các loại khác
Mỗi thầy phong thủy có thể tự thiết kế một la bàn cho phù hợp với sở thích và nhu cầu của bản thân, một số la bàn có kết hợp với bát quái.

## Lịch sử
Tiền thân lâu đời nhất của la bàn là thức bàn (式盘/式盤) được tìm thấy trong các ngôi mộ có niên đại từ năm 278 TCN đến 209 TCN.

### Danh mục tài liệu tham khảo
- Cheng, Jian Jun; Fernandes-Gonçalves, Adriana (1998). Chinese Feng Shui Compass: Step by Step Guide. Nanchang, Jianxi: Jianxi Science and Technology Publishing House. ISBN 9787539014302.
- Campbell., Wallace H. (2001). Earth Magnetism: A Guided Tour Through Magnetic Fields. San Diego: Academic Press. ISBN 9780121581640.
- Kalinowski, Mark; Brooks, Phyllis (1998). "The Xingde 刑德 Texts from Mawangdui". Early China. Quyển 23. tr. 125–202. doi:10.1017/S0362502800000973.
- Yin, Difei (1978). "Xi-Han Ruyinhou de zhanpan he tianwen yiqi" 西漢汝陰侯的占盤和天文儀器 [Western Han Lord of Runyin's divining plate and astrological apparatus]. Kaogu. Quyển 5. tr. 338–343. ISSN 0453-2899.
- Yan, Dunjie (1978). "Guanyu Xi-Han chuqi de shipan he zhanpan" 關於西漢初期的式盤和占盤 [Regarding Western Han's early shìpán and divining plates]. Kaogu. Quyển 5. tr. 334–37. ISSN 0453-2899.
- Lewis, Mark Edward (2006). The Construction of Space in Early China. SUNY series in Chinese philosophy and culture. Albany, NY: State University of New York Press.
- Allan, Sarah (1991). "The shape of the cosmos". The Shape of the Turtle: Myth, Art, and Cosmos in Early China. SUNY series in Chinese philosophy and culture. Albany, NY: State University of New York Press.